# Đại tư tế của Amun
Đại tư tế của Amun, hay Đệ nhất Tiên tri của Amun, là một danh hiệu có cấp bậc cao nhất được phong cho những tư tế của thần Amun, vị thần tối cao trong văn hóa Ai Cập cổ đại. Danh hiệu này xuất hiện sớm nhất là vào đầu thời kỳ Tân vương quốc, tức là vào đầu Vương triều thứ 18.

## Lịch sử
Thông qua việc sùng bái thần Amun bởi những vị quốc vương Ai Cập, các tư tế của dần nắm trong tay nhiều quyền hành dưới thời Vương triều thứ 18. Do Amun được xem là vị thần bảo hộ của cả thành phố Thebes, nên chức danh này còn được gọi là Tư tế của Amun tại Thebes. Chức tư tế của Amun tại Thebes được phân thành 4 bậc từ cao đến thấp như sau:
- Đại tư tế của Amun, hay Đệ nhất Tiên tri của Amun.
- Đệ nhị Tư tế của Amun, hay Đệ nhị Tiên tri của Amun.
- Đệ tam Tư tế của Amun, hay Đệ tam Tiên tri của Amun.
- Đệ tứ Tư tế của Amun, hay Đệ tứ Tiên tri của Amun.

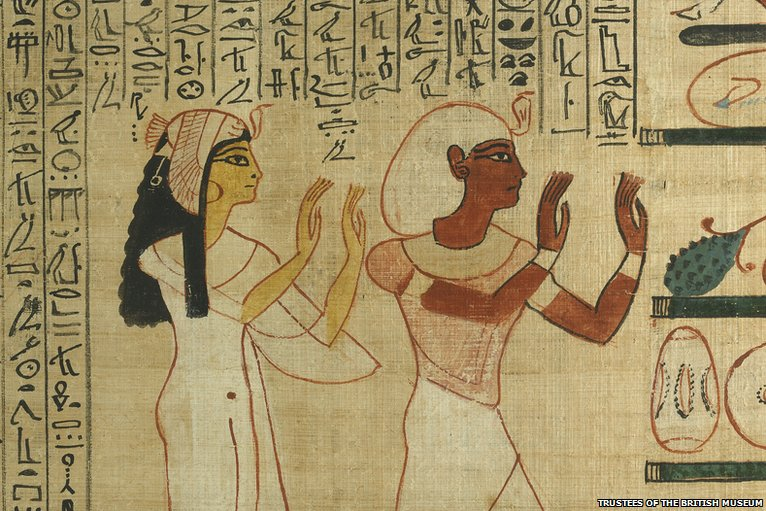
Đại tư tế, lãnh chúa Herihor và vương phi Nodjmet.

Trong thời kỳ Amarna, là giai đoạn mà Pharaon Akhenaten cai trị, các tư tế của Amun bị hạn chế quyền hành rất nhiều, do vị vua này chỉ tôn sùng duy nhất thần mặt trời Aten. Một tư tế hiếm hoi được ghi nhận dưới thời kỳ này là Maya. Sau khi Akhenaten băng hà, con trai ông là Pharaon Tutankhamun mới khôi phục lại giáo phái đa thần như trước. Từ thời Pharaon Ramesses II, nhiều tể tướng trong triều được chỉ định kiêm luôn cả chức Tư tế của Amun.
Vào cuối thời kỳ Tân vương quốc, quyền lực của các Đại tư tế dần trở nên mạnh mẽ, lấn lướt cả các Pharaon. Bằng chứng là việc Đại tư tế Ramessesnakht đã nắm quyền từ thời Ramesses IV đến thời Ramesses IX. Con trai ông, Amenhotep, kế nhiệm cha mình và đã xảy ra mâu thuẫn với Phó vương của Kush, Pinehesy. Pinehesy đã đánh đuổi Amenhotep về phía bắc và bao vây toàn bộ Thebes.
Sau thời kỳ này, tướng Herihor và Piankh (được nghĩ là có mối quan cha vợ-con rể) đã đảm nhận danh hiệu Đại tư tế của Amun vào khoảng năm thứ 19 của Ramesses IX (khoảng năm 1080 TCN), đánh dấu sự trỗi dậy của các Đại tư tế từ đó. Hậu duệ của Piankh sau đó đã giành quyền kiểm soát toàn bộ Thượng Ai Cập, đồng cai trị với các Pharaon Vương triều thứ 21 ở Hạ Ai Cập. Tuy nhiên, họ không được xem là một triều đại độc lập với các đặc quyền của một Pharaon, và khoảng năm 943 TCN, sự ảnh hưởng của các tư tế Amun dần suy giảm.
Hậu duệ của Đại tư tế Piankh có hai người trở thành quốc vương của Ai Cập trong thời kỳ Vương triều thứ 21, là Pharaon Psusennes I, con của Đại tư tế Pinedjem I, và Psusennes II, con của Đại tư tế Pinedjem II.

## Các tư tế được ghi nhận

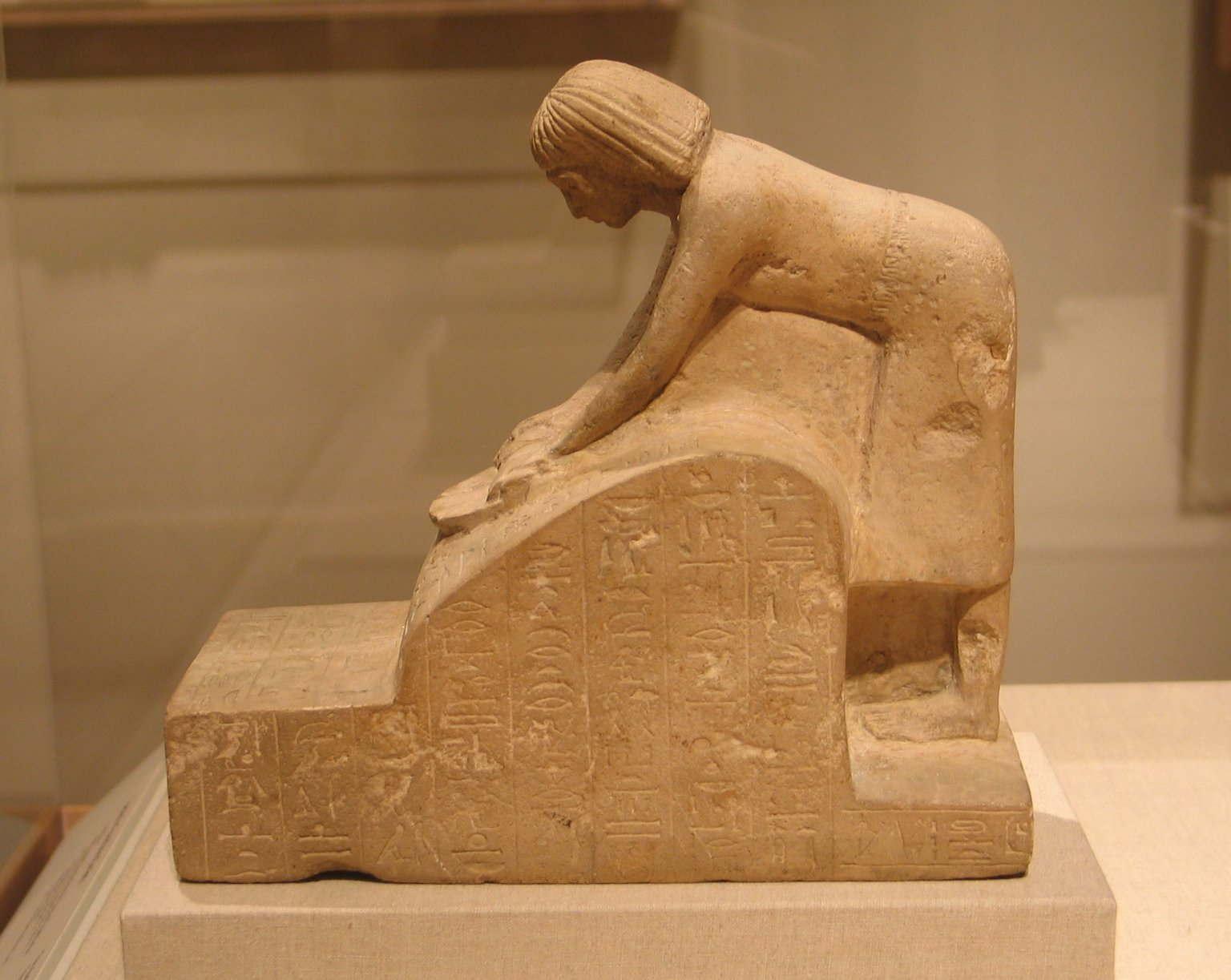
Tượng đá vôi của Senenu, Đại tư tế của Amun vào cuối thời kỳ Vương triều thứ 18 (Bảo tàng Brooklyn).

### Tân Vương quốc (Vương triều thứ 18 - 20)
| Đại Tư tế của Amun                     | Pharaon                       | Vương triều        |
| -------------------------------------- | ----------------------------- | ------------------ |
| Thuty Minmontu                         | Ahmose I                      | Vương triều thứ 18 |
| Hapuseneb                              | Hatshepsut                    | Vương triều thứ 18 |
| Menkheperreseneb I Menkheperreseneb II | Thutmose III                  | Vương triều thứ 18 |
| Amenemhat Mery                         | Amenhotep II                  | Vương triều thứ 18 |
| Ptahmose Meryptah                      | Amenhotep III                 | Vương triều thứ 18 |
| Maya                                   | Akhenaten                     | Vương triều thứ 18 |
| Wennefer (hay Parennefer)              | Tutankhamen Horemheb          | Vương triều thứ 18 |
| Nebneteru Tenry                        | Seti I                        | Vương triều thứ 19 |
| Nebwenenef Hori Paser Bakenkhonsu I    | Ramesses II                   | Vương triều thứ 19 |
| Roma-Roy                               | Ramesses II Merenptah Seti II | Vương triều thứ 19 |
| Bakenkhonsu II                         | Setnakhte Ramesses III        | Vương triều thứ 20 |
| Ramessesnakht                          | Ramesses IV đến Ramesses IX   | Vương triều thứ 20 |
| Amenhotep                              | Ramesses IX đến Ramesses XI   | Vương triều thứ 20 |
| Piankh Herihor                         | Ramesses XI                   | Vương triều thứ 20 |

### Chuyển tiếp thứ ba

#### Vương triều thứ 21
| Đại Tư tế của Amun | Pharaon               | Ghi chú                                                                    |
| ------------------ | --------------------- | -------------------------------------------------------------------------- |
| Pinedjem I         | Smendes Amenemnisu    | Con rể của Ramesses XI, và là cha của Pharaon Psusennes I.                 |
| Masaharta          | Psusennes I           | Con của Pinedjem I.                                                        |
| Djedkhonsuefankh   | Psusennes I           | Con của Pinedjem I.                                                        |
| Menkheperre        | Psusennes I Amenemope | Con của Pinedjem I.                                                        |
| Smendes II         | Amenemope Osorkon Già | Con của Menkheperre.                                                       |
| Pinedjem II        | Osorkon Già Siamun    | Con của Menkheperre.                                                       |
| Psusennes III      | Siamun                | Được nghĩ là Pharaon Psusennes II trước khi lên ngôi. Con của Pinedjem II. |

#### Vương triều thứ 22
| Đại Tư tế của Amun | Pharaon                         | Ghi chú                                                              |
| ------------------ | ------------------------------- | -------------------------------------------------------------------- |
| Iuput              | Shoshenq I Osorkon I            | Con của Shoshenq I, và là anh em với Osorkon I.                      |
| Shoshenq C         | Osorkon I                       | Con của Osorkon I.                                                   |
| Iuwelot            | Osorkon I Shoshenq II Takelot I | Con của Osorkon I, và là anh em với Shoshenq II (?) và Takelot I.    |
| Smendes III        | Takelot I                       | Con của Osorkon I.                                                   |
| Nimlot C           | Osorkon II                      | Không rõ người tiền nhiệm. Con của Osorkon II.                       |
| Takelot II         | Takelot II                      | Con của Nimlot C, sau trở thành Pharaon kế vị ông nội là Osorkon II. |

#### Vương triều thứ 23
| Đại Tư tế của Amun | Pharaon     | Ghi chú                                                            |
| ------------------ | ----------- | ------------------------------------------------------------------ |
| Harsiese A         | Harsiese A  | Con của Shoshenq C, sáng lập Vương triều thứ 23.                   |
| Osorkon III        | Osorkon III | Con của Takelot II, sau trở thành Pharaon kế vị Shoshenq VI.       |
| Osorkon F          | ?           | Được cho là con của Pharaon Rudamun, tức cháu nội của Osorkon III. |